# Richard Lintner
Richard Lintner (ur. 15 listopada 1977 w Trenczynie) – słowacki hokeista, reprezentant Słowacji, olimpijczyk. Działacz hokejowy.

## Kariera
- HK Dukla Trenczyn (1995-1996)
- HK Spišská Nová Ves (1996-1997)
- Springfield Falcons (1997-1998)
- Milwaukee Admirals (1998-2000)
- Nashville Predators (1999-2001)
- MODO (2001-2002)
- New York Rangers (2002)
- Hartford Wolf Pack (2002)
- Wilkes-Barre/Scranton Penguins (2002)
- Pittsburgh Penguins (2002-2003)
- Djurgården (2003-2004)
- Fribourg-Gottéron (2004-2005)
- Skellefteå (2006-2007)
- HK Dukla Trenczyn (2007)
- Färjestad (2007-2008)
- HK Dukla Trenczyn (2008)
- Dynama Mińsk (2008-2009)
- HK Dukla Trenczyn (2009)
- Dynama Mińsk (2009-2010)
- HC Dukla Trenczyn (2010)
- SaiPa (2010-2011)
- Lukko (2011-2012)
- ŠHK 37 Piešťany (2012)
- HK Dukla Trenczyn (2012)
- Rögle (2013)
- HK Dukla Trenczyn (2013)
- Dynama Mińsk (2013-2014)
- HK Dukla Trenczyn (2014-2015)

Wychowanek Dukli Trenczyn. W drafcie NHL z 1996 został wybrany przez Phoenix Coyotes, po czym od 1997 wyjechał do USA, gdzie grał do 2003, w czterech klubach NHL, a także w zespołach farmerskich w AHL i IHL. Po powrocie do Europy przez kolejne lata grał w rozgrywkach szwedzkich Elitserien, szwajcarskich NLA, fińskich Liiga, rosyjskich KHL oraz słowackiej ekstraligi.
Od września 2013 związany tymczasowym kontraktem z macierzystą Duklą Trenczyn (wraz z nim Ján Lašák, Rastislav Pavlikovský, Róbert Petrovický). Od końca listopada 2013 po raz trzeci w karierze zawodnik Dynama Mińsk. Sezon 2014/2015 rozpoczął ponownie w macierzystej Dukli Trenczyn. W połowie lutego 2015 ogłosił zakończenie kariery zawodniczej.
Uczestniczył w turniejach mistrzostw świata w 2001, 2002, 2003, 2004, 2005, 2010, zimowych igrzysk olimpijskich 2002 oraz Pucharu Świata 2004.
W połowie 2015 został dyrektorem narodowych słowackich rozgrywek hokeja na lodzie Tipsport Liga

## Sukcesy
Reprezentacyjne
- Awans do ME do lat 18 Grupy A: 1995
- Złoty medal mistrzostw świata: 2002
- Brązowy medal mistrzostw świata: 2003

Klubowe
- Srebrny medal mistrzostw Słowacji: 1996 z Duklą Trenczyn
- F.G. „Teddy” Oke Trophy – mistrzostwo dywizji AHL: 1998 z Springfield Falcons
- Puchar Spenglera: 2009 z Dynama Mińsk
- Srebrny medal mistrzostw Szwecji: 2002 z MODO

Indywidualne
- Mistrzostwa Świata w Hokeju na Lodzie 2002:
  - Pierwsze miejsce w klasyfikacji strzelców turnieju wśród obrońców: 4 goli[8]
  - Pierwsze miejsce w klasyfikacji kanadyjskiej turnieju wśród obrońców: 8 punktów[9]
  - Piąte miejsce w klasyfikacji kanadyjskiej turnieju: 8 punktów[9]
  - Skład gwiazd turnieju
- Elitserien 2003/2004:
  - Pierwsze miejsce w klasyfikacji strzelców turnieju w sezonie zasadniczym: 18 goli
  - Pierwsze miejsce w klasyfikacji kanadyjskiej turnieju w sezonie zasadniczym: 31 punktów
- SM-liiga 2010/2011:
  - Pierwsze miejsce w klasyfikacji średniego czasu spędzonego na lodzie na mecz: 29 minut i 36 sekund

## Odznaczenia
- Krzyż Prezydenta Republiki Słowackiej I Stopnia – 2002[10]
- Medal Prezydenta Republiki Słowackiej – 2003[11]